# Шагазатов Хабібулла Абдумажітович
Хабібулла Абдумажітович Шагазатов (1931, тепер Узбекистан — ?) — радянський узбецький діяч, секретар ЦК КП Узбекистану, перший секретар Джизацького обкому КП Узбекистану. Депутат Верховної ради Узбецької РСР 7—10-го скликань. Депутат Верховної ради СРСР 11-го скликання.

## Життєпис
У 1956 році закінчив Середньоазіатський політехнічний інститут у Ташкенті.
У 1956—1960 роках — інженер, старший інженер тресту «Середазгідроенергобуду». 
Член КПРС з 1959 року.
У 1960—1964 роках — інструктор Жовтневого районного комітету КП Узбекистану міста Ташкента; інструктор Ташкентського міського комітету КП Узбекистану; 2-й секретар Чиланзарського районного комітету КП Узбекистану міста Ташкента.
У 1964—1968 роках — заступник, 1-й заступник голови виконавчого комітету Кашкадар'їнської обласної ради депутатів трудящих.
У 1968—1979 роках — заступник начальника, начальник територіального управління «Каршибуд» Узбецької РСР; керуючий тресту «Узбекгідроенергобуд» Міністерства енергетики та електрифікації СРСР.
У 1979 — 18 лютого 1983 року — міністр монтажних і спеціальних будівельних робіт Узбецької РСР.
18 лютого 1983 — 3 квітня 1985 року — 1-й секретар Джизацького обласного комітету КП Узбекистану.
29 березня 1985 — 22 січня 1986 року — секретар ЦК КП Узбекистану — завідувач відділу будівництва ЦК КП Узбекистану. Звільнений з посади «за станом здоров'я».
Подальша доля невідома.

## Нагороди
- орден Жовтневої Революції
- орден Трудового Червоного Прапора (27.08.1971)
- медалі